# Чёрный альбом
«Чёрный альбом» — восьмой и последний студийный альбом рок-группы «Кино». Записан в сентябре — октябре 1990 года, вышел 12 января 1991 года. Пластинка создана после завершения последнего для коллектива концертного тура. Демоверсия альбома была записана лидером группы «Кино» Виктором Цоем и гитаристом Юрием Каспаряном летом 1990 года в латвийском курортном посёлке Плиеньциемс, куда музыканты отправились в отпуск после тяжёлых и изнурительных гастролей.
После создания демозаписи — утром 15 августа 1990 года — Виктор Цой погиб в автомобильной катастрофе под Ригой на 35-м километре трассы «Слока — Талси», поэтому завершать создание «Чёрного альбома» остальные музыканты «Кино» были вынуждены без своего лидера. В записи основной версии пластинки принимали участие гитарист Юрий Каспарян, бас-гитарист Игорь Тихомиров, барабанщик Георгий Гурьянов и директор группы Юрий Айзеншпис. Альбом создавался на основе уцелевшего материала. Были «спасены» записанный ранее голос Цоя и звук его гитары. Музыкантам удалось достичь баланса: сохранить первоначальное звучание песен и при этом сделать профессиональную запись с качественными аранжировками.
Пластинка была официально представлена 12 января 1991 года в Московском дворце молодёжи. «Чёрный альбом» имел коммерческий успех: 500 тысяч копий пластинки были распроданы в течение 3-4 месяцев. Всего было реализовано более миллиона экземпляров. Альбом получил минималистичное траурное оформление. Песни альбома отличаются пессимистичным и депрессивным настроением. Исследователи творчества Цоя и поклонники музыканта видели в этом мистическое совпадение со смертью Цоя. «Чёрный альбом» получил как положительные, так и отрицательные отзывы критиков. Одни эксперты хвалили музыкальный и поэтический материал пластинки. Другие считали, что к последнему альбому музыканты «опопсели», «исписались» и начали повторять самих себя.

## Предыстория. Новый продюсер и последний гастрольный тур
В декабре 1989 года директором группы «Кино» стал музыкальный менеджер Юрий Айзеншпис. Ещё в 1960-е годы он помогал рок-группе «Сокол», но карьера рок-менеджера была прервана тюремным заключением: он получил срок за валюту. Всего Айзеншпис провёл в тюрьме 17 лет. После выхода на свободу в 1987 году продюсер намеревался помогать группе «Звуки Му», однако обратил внимание именно на «Кино».
К концу восьмидесятых группа уже пользовалась большой популярностью в СССР: свою роль в этом сыграли выход известных альбомов «Группа крови» и «Звезда по имени Солнце», а также фильма «Игла» с Виктором Цоем в главной роли. Таким образом, коллективу не нужна была раскрутка. Группе «Кино» не хватало грамотного администратора и менеджера, который бы решал бытовые вопросы. Именно поэтому Цой ответил согласием на предложение Айзеншписа о сотрудничестве. Продюсер произвёл на музыканта приятное впечатление. Сам Айзеншпис рассчитывал на долгое и плодотворное сотрудничество.
Первое, что новый директор «Кино» решил изменить, — это принципы организации концертной деятельности. По мнению менеджера, она была плохо налажена в коллективе. Именно благодаря Айзеншпису группе «Кино» удалось организовать первый для неё полноценный гастрольный тур по СССР, в который продюсер решил отправиться вместе с музыкантами. Большое турне по Советскому Союзу началось в феврале 1990 года. Согласно воспоминаниям гитариста Юрия Каспаряна и барабанщика Георгия Гурьянова, Айзеншпису действительно удалось наладить концертную деятельность: продюсер решал многие бытовые и организационные вопросы — например, проблем с предоставлением люксовых номеров не было.
Летний тур начался в мае 1990 года. Он был организован Юрием Айзеншписом и Олегом Толмачёвым — гастрольным директором «Кино». Сам тур оказался для музыкантов тяжёлым и изнурительным. Первый концерт состоялся 5 мая в комплексе «Олимпийский» в Москве. С 7 по 8 мая концерты проходили в Ленинграде в СКК. В северной столице «киношники» выступали совместно с французским коллективом «Noir Désir», с участниками которого Цой был знаком лично. Ленинградские зрители остались недовольны выступлением французов: они требовали именно «Кино». Цой просил поклонников отнестись к ситуации с пониманием, но зрители проигнорировали просьбу и начали бросать в участников группы «Noir Désir» различные предметы. Пустая бутылка из-под портвейна разбила голову лидеру коллектива Бертрану Канта, при этом группа всё же выступила до конца, сумев завоевать уважение публики. После этого Цой, окончательно разочаровавшийся в своих ленинградских поклонниках, переехал в Москву, посчитав, что, не выполнив его просьбу, зрители не проявили к нему уважение.
С серьёзными проблемами группа «Кино» столкнулась и во время выступления в Севастополе 10 мая: концерт сопровождался массовыми беспорядками. Музыкантам пришлось убегать от фанатов. Во время сибирской части гастрольного тура группы отказывались выступать на разогреве перед выступлением «Кино». Дело в том, что повторялась сложившаяся в Ленинграде ситуация: разъярённая публика, желающая видеть только своих кумиров, бросала в начинающих музыкантов различные предметы. Концерт 31 мая в Братске был отменён Айзеншписом из-за проблем с выплатой гонораров организаторами, однако зрители начали беспорядки: часть поклонников осталась на стадионе, часть подошла к гостинице, где разместились музыканты. Начальник местного ОВД попросил группу всё же выступить. Сотрудник правоохранительных органов объяснил свою просьбу тем, что «войск в городе нет», а разъярённые фанаты могли «разбомбить гостиницу», где располагались музыканты. Группе пришлось отправиться на стадион прямо на бронетранспортёре. В результате музыканты отыграли полноценный концерт, продолжительность которого составила 1 час 20 минут.
Тур завершился 24 июня в Москве в «Лужниках» на сборном концерте, организованном газетой «Московский комсомолец». Участники группы «Кино» были утомлены тяжёлыми гастролями. Изначально Цой даже отказывался выступить в Москве, но авторитет газеты заставил его изменить своё решение. В день выступления была плохая погода и из-за дождя билеты плохо продавались. К 11 часам дня погода значительно улучшилась, выглянуло солнце, и, по воспоминаниям Айзеншписа, выстроилась «чуть ли не километровая очередь». В общем счёте, было продано более 70 тысяч билетов. Во время выступления «Кино» был зажжён Олимпийский огонь, что до этого делалось в «Лужниках» лишь 4 раза: во время Олимпиады-1980, Фестиваля молодёжи и студентов в 1985 году, Игр доброй воли в 1986 году и Московского международного фестиваля в 1989 году. Концерт 24 июня 1990 года в «Лужниках» стал последним выступлением группы «Кино». Завершая его, Виктор Цой обратился к зрителям и пообещал, что в скором времени выйдет новый альбом.
Я хотел сказать для тех, кто любит группу «Кино», что у нас всё в порядке. Мы собираемся летом, в крайнем случае — осенью, начать запись нового альбома. Песни для него уже почти готовы. Петь на концертах я немножко боюсь, потому что с аппаратурой у нас всегда проблема, хотя на этот раз мы, во всяком случае, арендовали самую дорогую... Не знаю, насколько она хорошая. Так что новые песни появятся, я думаю, осенью.
После концерта Виктор Цой и его возлюбленная Наталия Разлогова направились домой на «Чайке», предоставленной базой Совета Министров. После завершения выступления группы «Кино» поклонники группы вынесли автомобиль на руках. Учитывая последующие события, автор книг об истории русского рока Антон Чернин усмотрел в этой истории зловещее совпадение.

## Поездка в Латвию и запись демоверсии альбома
- «Жду ответа»
- «Красно-жёлтые дни»
- «Я не люблю, когда мне врут»
- «Атаман»
- «Сосны»
- «Следи за собой»
- «Ответ»
- «Волчий вой»
- «Нам с тобой»

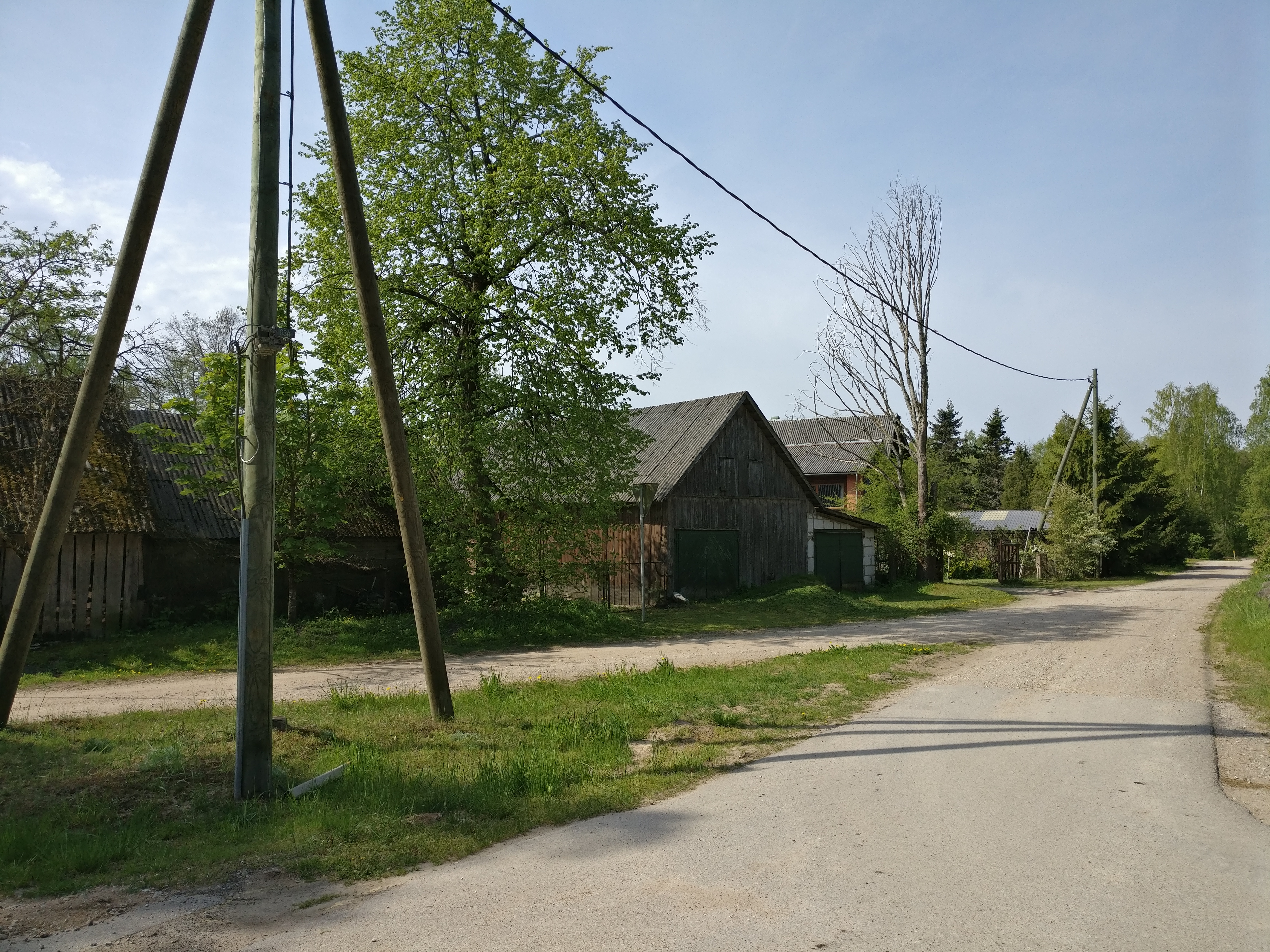
Курортный посёлок Плиеньциемс, где летом 1990 года снимал дачу Виктор Цой

После изнурительного тура группа «Кино» решила сделать паузу в выступлениях, отправиться в отпуск и записать новую пластинку. 22 июня 1990 года Виктор Цой официально получил водительское удостоверение и начал готовиться к поездке на новом автомобиле («Москвич-2141») в Латвию. Транспортное средство музыкант приобрёл за деньги, заработанные во время сибирской части заключительного гастрольного тура. После покупки автомобиля Виктор Цой намеревался реализовать и другие планы: приобрести квартиру в Москве, завершить бракоразводный процесс с Марианной Цой и жениться на Разлоговой.
Поездка в Латвию летом 1990 года стала первой автомобильной поездкой Цоя на значительное расстояние. У Виктора был недостаточный опыт вождения, поэтому он старался осторожно управлять машиной, хотя на пустой трассе мог позволить себе разогнаться. Малый водительский стаж дал о себе знать уже при въезде в Ригу: Цой попал в небольшое ДТП. «Москвич-2141» музыканта слегка стукнул автомобиль, стоящий на перекрёстке. К серьёзным последствиям авария не привела: водители не стали даже вызывать ГАИ. После незначительного инцидента Цой направился в Плиеньциемс — последние три года Цой и Разлогова проводили совместные летние отпуска именно здесь. Там Цой играл в бадминтон, отдыхал на пляже, ходил в лес, собирал грибы и рыбачил. Музыканту нравилось, что в посёлке его не узнают. Это позволяло проводить свободное время в тишине.
В середине июля в Плиеньциемс приехал Юрий Каспарян и поселился в домике для гостей. В Латвию Цой и Каспарян привезли несколько уже готовых для нового альбома песен. Согласно воспоминаниям Каспаряна, у Цоя был набор хороших композиций, которые по различным причинам не были включены в предыдущие альбомы. Одной из причин стало желание Цоя создать собственный продюсерский проект — бой-бэнд, который бы исполнял композиции, написанные лидером «Кино» специально для них. Речь идёт о песне «Когда твоя девушка больна». Также старой была и песня «Следи за собой» — композиция была записана ещё в 1986 году. Изначально участники группы «Кино» планировали выпустить её синглом, однако в Советском Союзе такого формата записи не было. Каспарян не знал, почему Цой решил включить «Следи за собой» в альбом. Остальные песни записываемой пластинки были новыми.
Гитарист «Кино» привёз с собой необходимую аппаратуру. Музыканты начали запись черновой версии нового альбома. Виктор Цой взялся за привычные амплуа — вокалист и гитарист. Каспарян работал на музыкальном оборудовании и программировал на аппаратуре, привезённой из США Джоанной Стингрей. Речь идёт о портастудии, пульте, усилителе, колонках, драм-машине и других инструментах. Всё это Юрий Каспарян привёз в Латвию в багажнике своего автомобиля. По словам гитариста, к тому времени у Цоя было «всё готово». Оставалось продумать лишь общую форму материала. В период записи новой пластинки музыканты не только работали, но и отдыхали: они гуляли по окрестностям и совершали поездки в Юрмалу.
Согласно воспоминаниям Каспаряна, демозапись «Чёрного альбома» записывалась «в каком-то сарайчике». Единственное, что было нужно музыкантам — электричество. Цой выполнял роль вокалиста и играл на ритм-гитаре, а Каспарян — на соло-гитаре. Кроме того, второй программировал бас и барабаны. Перед работой в «сарайчике» у Цоя уже были готовы наметки под гитару, записанные на кассету. Музыканты обсуждали, какой должна быть ритм-секция. Сначала Цой пел небрежно; Каспарян неоднократно просил лидера «Кино» спеть повторно, так как понимал, что ему предстоит серьёзная работа с записанным вокалом Цоя. Лидер группы «Кино» нехотя соглашался. Запись демоверсии альбома подошла к своему завершению 12 августа 1990 года. На следующий день Каспарян забрал всю аппаратуру и уехал из Плиеньциемса. Одну из копий альбома Цой хранил на кассете в своём автомобиле. Оригинальный материал Каспарян увёз в Ленинград.

## Гибель Цоя

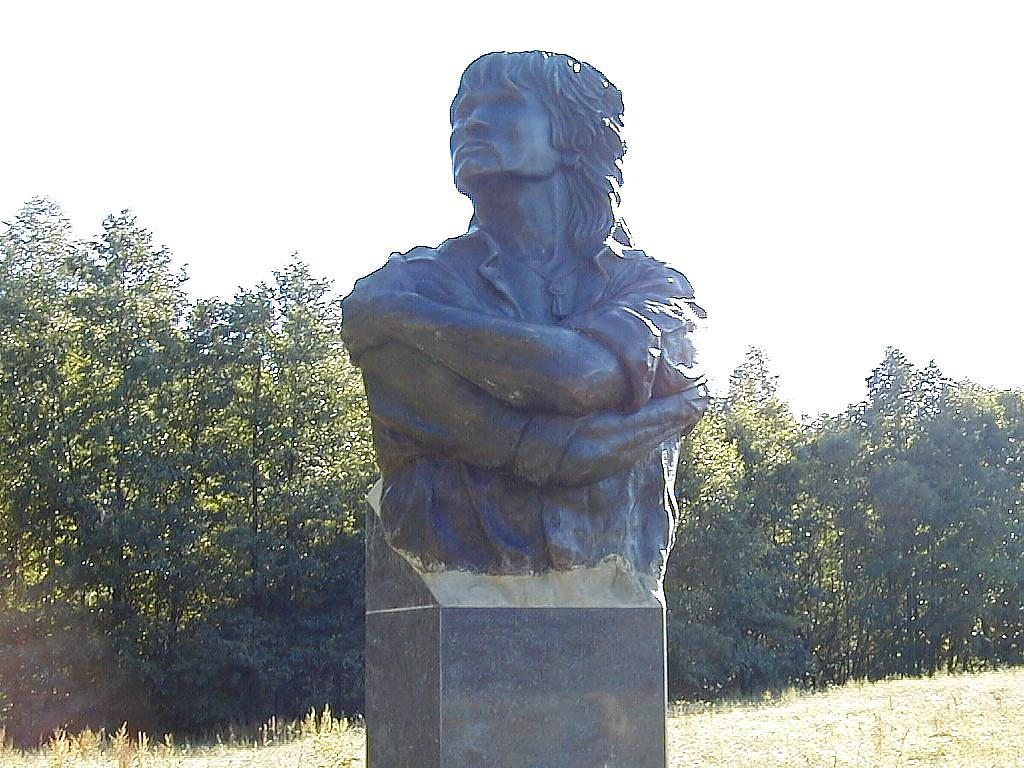
Памятник Виктору Цою, установленный на месте его гибели

В отличие от Каспаряна, Цой решил задержаться в Латвии. Он планировал порыбачить на небольшом лесном озере, на котором, как считал сам Цой, никто, кроме него самого, никогда не бывал. 15 августа Цой проснулся около пяти часов утра. Виктор вышел из дома, собрал все рыбацкие принадлежности и направился к озеру на автомобиле. Как вспоминала Наталия Разлогова, в тот день Цой был в приятном расположении духа, так как был доволен успешным завершением записи демоверсии новой пластинки. «Отпраздновать» это Виктор решил отдыхом «по-спортивному», не будучи при этом заядлым рыбаком. Точно неизвестно, на каком именно озере рыбачил Цой в последний день своей жизни. Среди вариантов — Энгурес и Ридели. Рыбалка продлилась 5 часов и завершилась успешно: в багажник Цой положил несколько плотвичек. Около 11 часов утра музыкант сел в машину и направился домой. На 35-м километре трассы «Слока — Талси» начинающий водитель «Москвича-2141» по неизвестной причине выехал на встречную полосу, после чего легковой автомобиль музыканта почти сразу же столкнулся с автобусом «Икарус-250».
Трагедия произошла в 11:38. Спустя две минуты жители находящегося недалеко от трассы одноэтажного дома вызвали машину «скорой помощи». По показаниям свидетелей ДТП, водитель «Москвича-2141» к тому моменту уже не подавал признаков жизни. Прибывшие на место аварии медики с трудом извлекли тело Виктора Цоя из автомобиля. Вероятнее всего, музыкант погиб мгновенно.
Врачи констатировали смерть и отправили тело Виктора Цоя на судебно-медицинское обследование. Позже выяснилось, что перед столкновением с «Икарусом» скорость автомобиля «Москвич-2141» составляла не менее 100 км/ч (при максимально разрешённом показателе в 90 км/ч). Тормозной след не был обнаружен. Это означало, что на месте опасного поворота и сужения дороги Цой не сбавил скорость и не пытался затормозить. Результаты экспертизы показали, что после удара автомобиль Цоя отбросило на 22 метра назад. Обломки транспортного средства разлетелись в радиусе 15 метров.
Находящийся за рулём «Икаруса-250» водитель Янис Фибикс попытался избежать ДТП, выехав на обочину; этого оказалось, однако, недостаточно для предотвращения столкновения: оно произошло из-за большой скорости «Москвича». Водитель автобуса (пассажиров в «Икарусе» не было) серьёзных травм не получил, отделавшись лёгкими ушибами.
Наталия Разлогова, начавшая уже волноваться из-за долгого отсутствия Цоя, на мопеде направилась на его поиски. Женщина побывала во всех местах, где теоретически мог находиться Цой, однако музыканта она так и не нашла. Тогда Разлогова и её знакомый — поэт и филолог Алексей Макушинский — направились в больницу, так как Наталия вспомнила, что во время поиска Виктора видела автобус, стоящий передом в речке. В больнице Разлогова и Макушинский узнали, что водитель «Москвича-2141» скончался. Повреждённый автомобиль Цоя они увидели возле здания милиции Тукумса.
Следствием было установлено, что Цой не справился с управлением (предположительно — заснул за рулём), в результате чего заехал на левую сторону дороги. Причиной смерти стали тупая травма головы, ушиб головного мозга и множественные переломы. Похороны Виктора Цоя были запланированы на 19 августа 1990 года. Пройти они должны были на Богословском кладбище Ленинграда. В видеообращении, которое транслировалось на ленинградском телевидении, участники группы «Кино» попросили поклонников не приходить на похороны. Несмотря на это, проститься с Цоем пришло огромное количество людей — согласно неофициальным данным, их в тот день было около 30 тысяч. Для пресечения беспорядков были задействованы сотрудники правоохранительных органов. Несмотря на всё, присутствовать при погребении поклонники Цоя не смогли, так как в последний момент место похорон было изменено. На них присутствовали только родные музыканта.

## Доработка альбома

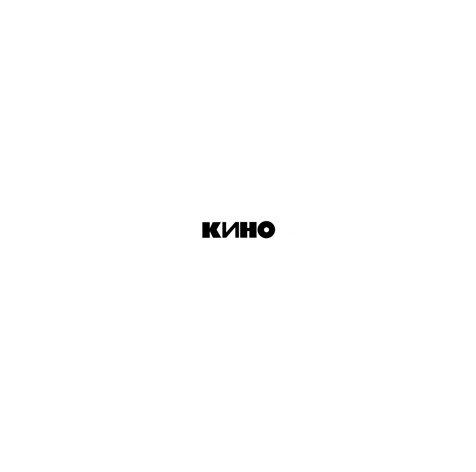
Обложка сборника «Последние записи», в который включены записи, обнаруженные в разбитой машине Цоя

После гибели Цоя осталась записанная в Латвии демоверсия нового альбома группы «Кино». Используя сохранённые наработки, музыканты решили записать основную версию альбома уже без своего лидера. Ещё до гибели Цоя пластинку планировалось записать на профессиональной студии в Москве или Ленинграде, после чего осуществить сведение во Франции. В итоге, все планы были осуществлены так, как и задумывал Цой. Его смерть не помешала музыкантам «Кино» и их продюсеру Айзеншпису завершить работу над новым (и последним) альбомом группы.
С записью последнего альбома группы связана легенда, согласно которой Айзеншпис нашёл демозаписи «Чёрного альбома» в мусорной корзине. Иными словами, Цой якобы не хотел выпускать эти песни. Распространён также миф, согласно которому записи были обнаружены в автомобиле, в котором разбился Цой (кассета якобы чудом уцелела). Эта легенда возникла из-за неточной формулировки журналиста, который взял интервью у Игоря Тихомирова. При записи и сведении «Чёрного альбома» был использован оригинальный материал, который Каспарян увёз в Ленинград ещё до гибели Цоя. В бардачке машины погибшего лидера находилась лишь копия демозаписи. Она действительно уцелела, несмотря на то что вся передняя часть автомобиля была разбита. На сохранившихся кассетах были акустические версии песен «Сосны» и «Муравейник». Эти записи при создании альбома, однако, не использовались: они были изданы на диске «Последние записи» лишь в 2002 году.
Музыканты понимали, что поклонники «Кино» с нетерпением ждут нового альбома, созданного на основе уцелевшего материала. Это психологически давило на Каспаряна, Гурьянова и Тихомирова. Запись альбома проходила в спешке и нервной атмосфере. Авторы хотели, чтобы пластинка вышла к концу 1990 года, как и планировалось ранее. По словам Тихомирова, музыкантам было тяжело работать из-за шока после смерти Цоя, «истеричных» похорон, большого количества различных интервью и разрушения личных творческих планов.
В основном я ощущал большую ответственность. Не было радости и веселья, сопровождающей все остальные альбомы. Стоит ли описывать наши чувства в это время? Кажется, всё и так понятно. Мы ничего не переделывали, а, наоборот, старались сохранить звук. Из-за этого было даже трудно работать. Основной материал был записан Витей на кассете. Какие-то партии он сыграл на гитаре, что-то на ритм-гитаре. И всё там постфактум было пронизано этим душераздирающим ощущением. 
По словам Айзеншписа, «Чёрный альбом» был издан «по всем законам шоу-бизнеса». Был подписан контракт с Апрелевским заводом грампластинок, со студией «Метадигитал» и с компанией «Видеофильм». Последняя организация имела технически оснащённую студию, где проводилась запись основной версии последнего альбома группы «Кино». Гурьянов вспоминал, что при записи предыдущих альбомов была атмосфера радости и веселья, чего при создании «Чёрного альбома», разумеется, уже не было. Трудности могли возникнуть из-за создания профессиональных записей на основе домашних, однако повезло: голос Цоя был записан на отдельном канале. Таким образом, у музыкантов появилась возможность доработать материал, аранжировки и создать максимально качественный продукт. Запись альбома проходила с сентября по октябрь 1990 года в студии «Видеофильм» в Москве.
Кроме создания аранжировок, Каспарян и Тихомиров наложили партии клавишных, гитар и ударных. По словам исследователя творчества группы «Кино» Виталия Калгина, у коллектива получилось соблюсти баланс: создать профессиональный и качественный звук и при этом сохранить дух демозаписи и первоначальный стиль. Все мелодии, написанные Цоем, были сохранены. Были «спасены» и голос Цоя вместе со звуком его гитары.
В ноябре 1990 года альбом был сведён во Франции. Процесс осуществлялся в парижской студии «Вольво продакшн», так как в СССР в этом направлении не было специалистов высокого класса. Предыдущий альбом группы («Звезда по имени Солнце») также был сведён на «Вольво продакшн». На заключительном этапе создания пластинки была спешка: музыкантов постоянно подгоняли продюсеры и администраторы. По мнению Каспаряна, при наличии большего количества времени качество альбома было бы более высоким.
По словам музыкального критика Артемия Троицкого, Георгий Гурьянов не принимал участия в записи альбома и создании инструментовок. Такой же версии придерживается и один из основателей группы «Кино» Алексей Рыбин. Тем не менее сам Гурьянов утверждает, что участвовал в записи «Чёрного альбома» «от начала и до конца», что подтвердил и Каспарян. Таким образом, над созданием пластинки работали три музыканта: Юрий Каспарян, Игорь Тихомиров и Георгий Гурьянов.
По словам музыкантов, их целью был не заработок денег за счёт продаж нового альбома, а воплощение в жизнь планов Цоя по выпуску пластинки до конца 1990 года. Айзеншпис взял деньги в кредит и потратил их на выпуск «Чёрного альбома». В итоге, продюсер стал одним из первых людей в СССР, которому удалось нарушить государственную монополию на издание виниловых пластинок. Для издания музыкальной записи хорошего качества требовалась значительная сумма денег (одна подготовка альбома к изданию стоила 100 тысяч долларов), поэтому Айзеншпис взял кредит на 5 миллионов рублей (около 1 миллиона долларов в эквиваленте). Несмотря на крупную сумму и большой риск, директор «Кино» нашёл нескольких поручителей. Выпуск пластинок осуществлялся на Апрелевском заводе. Согласно договору, владельцем всего тиража стал сам Айзеншпис, по словам которого он стал обладателем более 1 миллиона пластинок.
В 2021 году к 30-летию выпуска издательство «Maschina Records» представило отреставрированную версию альбома. До этого момента все существовавшие издания, в том числе и грампластинки, были сделаны с использованием DAT-оригинала, на котором, в связи с особенностями тогдашнего цифрового оборудования, была утрачена часть высоких частот. В основе нового звука лежит исходная аналоговая лента, сохранённая Игорем Тихомировым. В дизайне, в отличие от предшествующих LP, CD и MC, присутствует минимализм в таком виде, в каком его видели участники группы. Включены были также дополнительные печатные материалы.

## Презентация альбома и распад группы

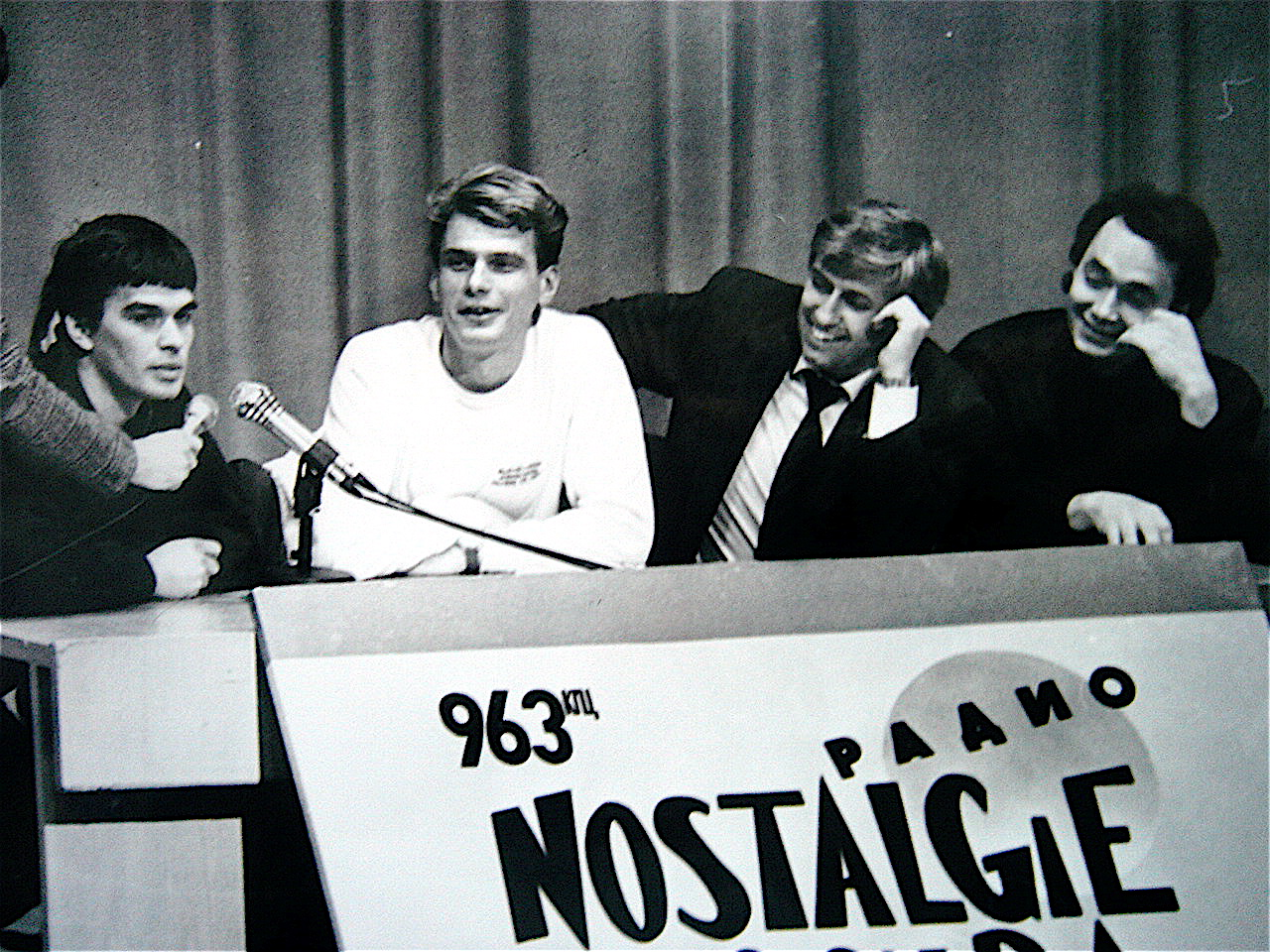
Юрий Каспарян рассказывает о «Чёрном альбоме» на московской презентации, 12 января 1991 года, МДМ

Альбом, как и планировалось, был представлен публике в декабре 1990 года. Первое прослушивание «Чёрного альбома» состоялось в Ленинградском рок-клубе. Официальная презентация пластинки прошла 12 января 1991 года. Местом проведения мероприятия стал Московский дворец молодёжи. На презентации присутствовали Айзеншпис, Каспарян, Гурьянов, Тихомиров и другие люди, которые были близки с Цоем: Марианна Цой, Сергей Бугаев, Артемий Троицкий и Рашид Нугманов, вёл презентацию Евгений Додолев.
Презентация не обошлась без скандалов. Вход на мероприятие стоил 150 рублей (значительная по тем временам сумма), из-за чего поклонники группы «Кино» негодовали. Сама презентация была раскритикована многими журналистами. Мероприятие получило отрицательные отзывы из-за высокой стоимости билета и «дискотечности». Директор МДМ С. П. Туманов утверждал, что разрешение на проведение презентации «Чёрного альбома» продюсером группы «Кино» Юрием Айзеншписом получено не было. Высокую цену на билет Айзеншпис оправдывал тем, что презентация нового альбома группы «Кино» — это светское мероприятие и возможность участвовать в «тусовке» вместе со звёздами. Журналисты некоторых изданий были аккредитованы бесплатно.
После выхода «Чёрного альбома» группа «Кино» распалась. Музыканты изначально понимали, что без Виктора Цоя группа существовать не будет. Ещё в период записи пластинки об этом говорил Айзеншпис:
Что теперь будет с группой «Кино»? Увы, такой группы уже нет. Оставшиеся музыканты сейчас работают над последним альбомом «Кино», пластинку с девятью новыми песнями любители этого коллектива получат к концу года. Будут также реставрированы старые песни «Кино», после чего пути музыкантов, вероятно, разойдутся.
В период презентации в МДМ проходила продажа диска. Все средства, полученные от реализации альбома на этом мероприятии, были направлены в фонд «Памяти Виктора Цоя», созданный с целью помощи родственникам погибшего певца, установки памятника, проведения художественных выставок и фестивалей, издания архивных материалов и прочего.

## Продажи
«Чёрный альбом» оказался коммерчески успешным. Реализацией пластинок занимался Юрий Айзеншпис: он заключал необходимые договоры с различными государственными организациями, включая «Роскультторг». Айзеншпису удалось вернуть взятый ранее кредит уже через несколько месяцев. Впрочем, заработанные директором «Кино» деньги позже «съела» инфляция. Свои проценты с продаж получили законные правообладатели материалов Виктора Цоя: его супруга Марианна, сын Александр, а также родители Роберт Максимович и Валентина Васильевна. Позже изданием «Чёрного альбома» на CD решила заняться звукозаписывающая компания «Moroz Records». В 1994 году альбом впервые вышел на CD. Айзеншпис уступил лейблу все права абсолютно бесплатно. Таким образом, продюсер не имел огромной прибыли с альбома, хотя такие слухи были.
Первые экземпляры пластинки продавались прямо в МДМ в день презентации. Первый тираж «Чёрного альбома» составил 500 тысяч экземпляров. Пластинка пользовалась успехом, и все полмиллиона копий были раскуплены в течение 3-4 месяцев. По словам культуролога Александра Липницкого, общее число реализованных копий грампластинки превысило один миллион. Официальная версия пластинки стоила 25 рублей. Покупатель, приобретавший альбом, получал не только пластинку, но и плакат группы «Кино». Товары упаковывались в пакет, на которых были напечатаны тексты незавершённых композиций «Вопрос» и «Завтра война». Спустя некоторое время после официальной презентации «Чёрный альбом» начал распространяться по всему Советскому Союзу без плаката и пакета — связано это с тем, что с Апрелевского завода было украдено около 10 тысяч экземпляров альбома. Кроме виниловых пластинок, по всей стране продавался памятный набор, состоящий из пакета с напечатанным портретом Цоя, буклета и плаката. Суммарная стоимость набора составляла 15 рублей.

## Название и обложка
По словам критика Артемия Троицкого, у последнего альбома группы «Кино» нет официального названия. Подбором заголовков к альбомам обычно занимался Виктор Цой, но последний альбом вышел уже без лидера группы. Согласно воспоминаниям Каспаряна, в период записи черновой версии Цой не успел придумать название для пластинки, поэтому можно сказать, что последний альбом группы «Кино» — безымянный.
Ещё в период студийной записи пластинки Тихомиров отметил, что альбом оригинального названия не получит. На вопрос журналиста «Как будет назваться альбом?» музыкант ответил следующее:
Никак. Группа «Кино». Просто «Группа „Кино“». Оформление альбома тоже наше — группы «Кино».
Также Тихомиров обратил внимание на тот факт, что заголовки не были даны и песням. Таким образом, наименования композиций были придуманы не участниками группы «Кино», а издателями альбома.
Они же дали и условное название пластинке: в большинстве изданий она имеет наименование «Кино». Сам альбом был издан в траурном чёрном оформлении. Никаких надписей, кроме названия группы, на обложке не было. Именно поэтому последняя большая студийная работа группы «Кино» получила «народное» название «Чёрный альбом» (по аналогии с «Белым альбомом» группы «The Beatles»). Альбом имеет и другие неофициальные заголовки — «Памяти Виктора Цоя» и «Солнце моё, взгляни на меня». Чаще всего же используется именно наименование «Чёрный альбом».
Конверт пластинки был оформлен в виде «Чёрного квадрата». Автором идеи стал Георгий Гурьянов. По словам музыканта, в то время чёрный цвет был очень модным, однако оформление отсылает не только к творчеству Казимира Малевича, но и к обложкам двух альбомов группы «Joy Division» — «Unknown Pleasures» и «Closer».

## Музыкальный стиль и тематика песен

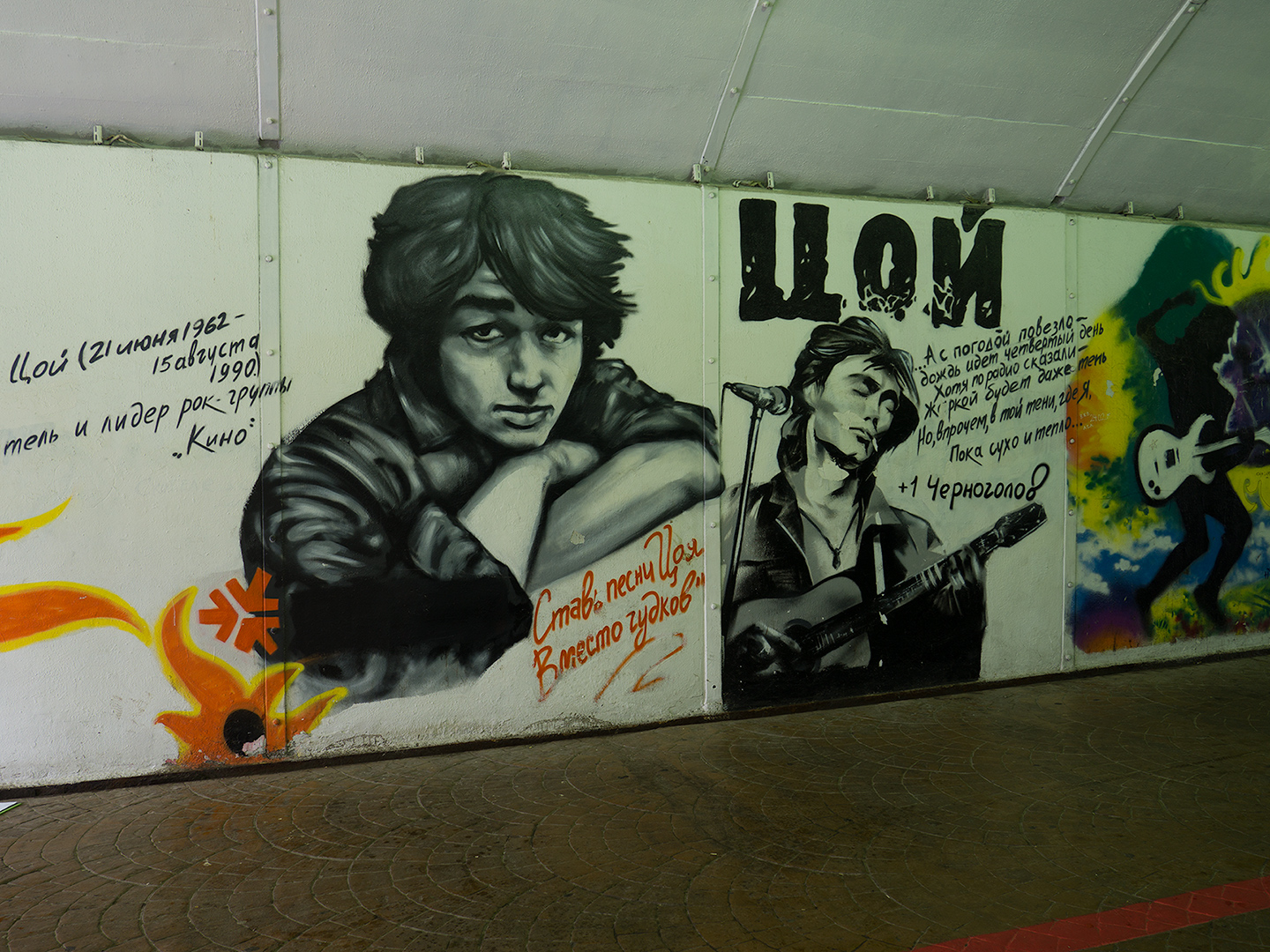
Цитата из песни «Кончится лето», написанная на стене в подземном переходе в Екатеринбурге

В музыкальной среде восьмидесятых было распространено мнение, что именно с подачи Айзеншписа группа «Кино» «опопсела» и начала играть музыку, напоминающую творчество поп-коллектива «Ласковый май». Это выразительнее всего проявилось именно в «Чёрном альбоме». Цоевед Виталий Калгин не согласен с этим мнением. Он считает, что творчество «Кино» включало в себя элементы поп-музыки изначально. Музыканты любили новую волну и танцевальную музыку, что не могло не сказаться и на песнях их авторства. Более того, альбом «Это не любовь», по мнению Калгина, более «попсовый», чем «Чёрный альбом». Гитарист группы Каспарян, в свою очередь, отметил, что творческий курс коллектива определял не Айзеншпис, а Цой. Продюсер в музыкальный стиль группы не вмешивался.
Одну из копий записанной демоверсии альбома Цой хранил на кассете в своём автомобиле и часто слушал её вместе с Натальей Разлоговой, обсуждая со своей возлюбленной тексты песен. Цой сам удивлялся образам, появляющимся в написанных им стихах. Несмотря на пессимизм в текстах последних песен, Цой не был склонен к депрессиям — согласно воспоминаниям близких музыканта, он был позитивным и оптимистичным человеком с хорошим чувством юмора. По словам Калгина, странные тексты в последних песнях Цоя обрели новый смысл уже постфактум — после трагических событий. Тем не менее в этом есть не только мистическое совпадение; Калгин считает, что на пластинке отражена усталость музыканта, особенно после сложного гастрольного тура и плотного графика выступлений. Особенно это проявилось в песне «Сосны на морском берегу» (появившейся уже на переиздании альбома). Ради отдыха от тяжёлых выступлений Цой и уехал в Латвию, а сосны увидел на пляже Плиеньциемса.

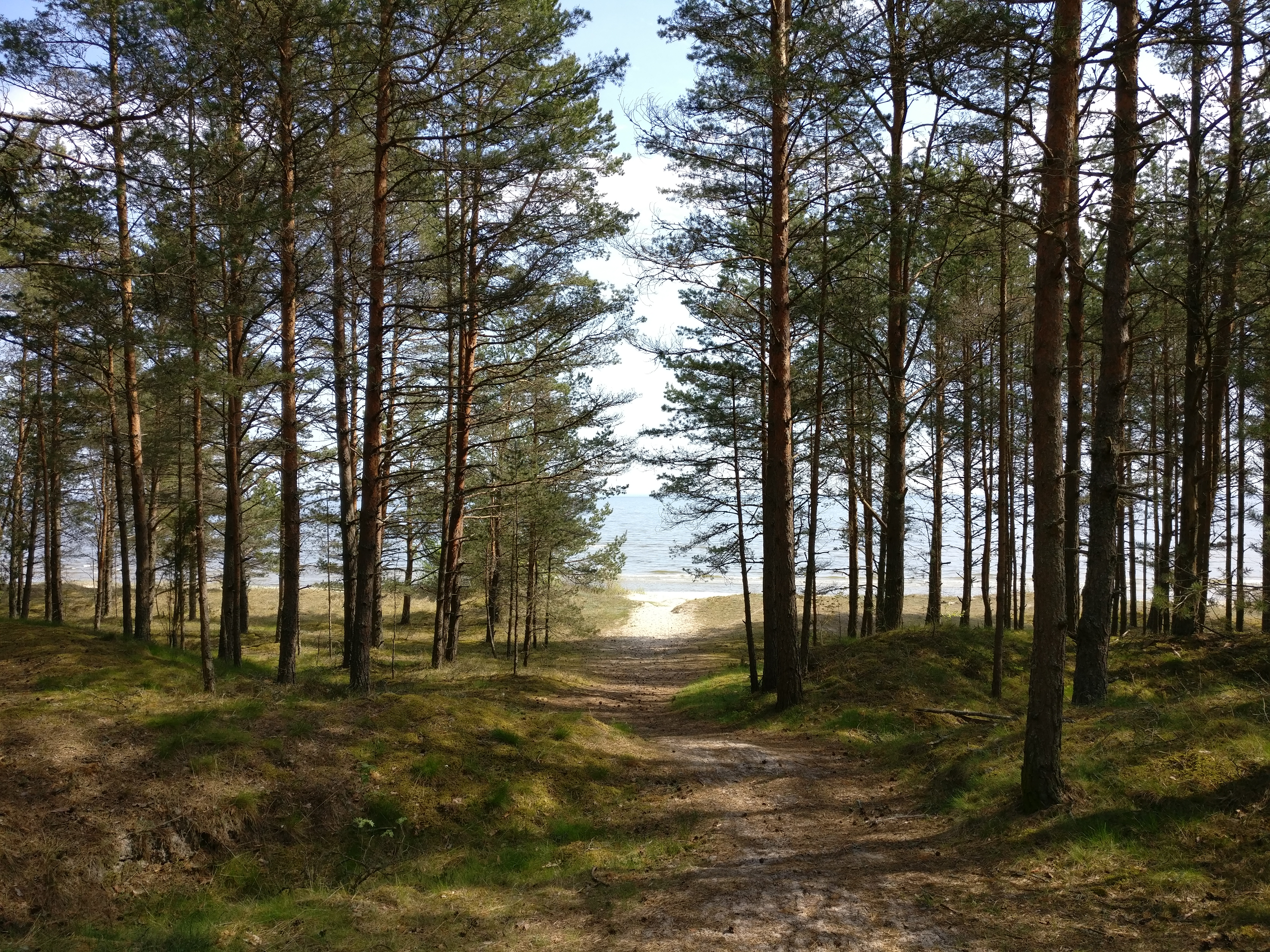
Сосны на морском берегу в Плиеньциемсе

На кассете с черновой версией альбома было 8 композиций, включая 7 песен стандартной продолжительности и одну короткую («Завтра война»). Для лонгплея семи композиций было мало, в результате чего музыканты «Кино» приняли решение включить в новый альбом песню «Следи за собой» (желание сделать композицию частью пластинки было и у самого Цоя ещё в период записи демоверсии «Чёрного альбома»). Композиция должна была попасть ещё на пластинку «Звезда по имени Солнце», чего в итоге не произошло. Известно, что позже музыканты поменяли аранжировку для этой песни. Сохранилась ли оригинальная версия композиции — неизвестно. Порядок песен соответствовал демоверсии «Чёрного альбома», а композиция «Следи за собой», в которой описывались возможные причины гибели людей, завершала пластинку. Калгин увидел в этом мистику. Многие поклонники «Кино» восприняли песню как прощальную композицию или даже завещание Цоя.
Георгий Гурьянов упоминал о «недосказанности» «Чёрного альбома». Отмечается и то, что Цой мог стремиться к совершенно другому звучанию — таким образом, «Чёрный альбом» мог получиться совсем не «чёрным». В частности, такого мнения придерживается Алексей Рыбин. По словам филолога Светланы Петровой, альбом отличает тяготение к фольклорной традиции, в такие рамки вписывается и само название «Чёрный альбом». Оно символизирует траур, означает цвет скорби по умершему и указывает на то, что альбом является посмертным.

### «Кончится лето»
Композиция была записана весной 1990 года в московском спальном районе Беляево, где проживал Цой. В блокноте музыканта название песни обозначалось как «Жду ответа». Существует предположение, согласно которому строки «про то, что телефон звонил, хотел, чтобы я встал, оделся и пошел, а точнее — побежал, но только я его послал…» намекают на директора группы «Кино» Юрия Айзеншписа. Виталий Калгин же уверен, что подобная интерпретация — лишь игра воображения поклонников творчества Цоя.
По мнению филолога Елены Шаджановой, одна из главных тем песни — отсутствие как внешних, так и внутренних стимулов к действию. При этом лирический герой не имеет возможности вернуться назад — он зашёл в тупик. Текст песни может отражать чувство приближающейся смерти. Лето 1990 года действительно оказалось для Виктора Цоя последним, что придало песне «Кончится лето» мистический символизм. Кроме этого, Шаджанова увидела в песне слияние дня и ночи в безвременье, а также постоянное повторение, из-за которого лирический герой ощущает безысходность.

### «Красно-жёлтые дни»
Виктор Цой нередко исполнял эту песню на домашних посиделках, которые проходили весной-летом 1990 года. Черновик композиции был записан в августе 1990 года. По мнению автора статьи «Фольклорная традиция в цикле „Чёрный альбом“», песня «Красно-жёлтые дни» продолжает по смыслу композицию «Стук» (альбом «Звезда по имени Солнце»): в текстах обоих произведений повторяются основные слова. Тематика композиций — уход и тоска, хотя ранее лирический герой стремился вперёд. Важный образ, встречающийся в тексте песни «Красно-жёлтые дни» — порог («На пороге ветер заждался меня // На пороге Осень — моя сестра»). Он означает некий переломный момент, точку невозврата, а осень символизирует окончание определённого цикла в жизни главного героя, а возможно — и конец жизни.

### «Нам с тобой»
Лидер группы «Кино» написал эту композицию весной 1990 года, при этом отдельные наброски датируются ещё 1989 годом. Согласно одной из версий толкования, Виктор Цой посвятил песню своей возлюбленной Наталии Разлоговой. Филолог Светлана Петрова увидела в тексте песни «Нам с тобой» использование автором частей фразеологизмов, которые не совпадают по смыслу с их полной версией. Петрова также обратила внимание на прямую аллюзию с кладбищем. Есть намёки на смерть, хотя прямые указания на это в тексте песни отсутствуют. По словам Шаджановой, автор воспринимал прекращение жизни как нечто неизбежное и закономерное. В песне присутствуют элементы деревенского быта и природной жизни, что можно назвать фольклорным мотивом в творчестве Цоя.

### «Звезда»
В блокноте Виктора Цоя песня имеет название «Волчий вой». По словам Каспаряна и Гурьянова, в строчках «Некому, кроме неё, нам помочь... // В тёмную ночь» и «Ох, заедает меня тоска... // Верная подруга моя» не было никакого скрытого смысла. Подобные слова были отражением чёрного юмора лидера «Кино». 16 апреля 2025 года группа представила анимационный клип на композицию.

### «Кукушка»
Первые наброски этой композиции Цой делал на рубеже 1989—1990 годов. Виктор относился к песне серьёзно и потратил много времени на её «шлифовку». Исследовательница творчества Цоя Елена Шаджанова сделала вывод, что важная тема песни «Кукушка» — смерть и завершение пути романтического героя, при этом его путь никто пройти уже не сможет. К кукушке принято обращаться с просьбой ответить на вопрос об оставшихся годах жизни. К птице обращается и лирический герой, однако, по мнению Шаджановой, кукушка воспринимается им как мифологическое создание. Автор измеряет жизнь не столько годами, сколько ненаписанными произведениями. Таким образом, жизнь и смерть противопоставляются в песне «Кукушка» как творчество и его полное отсутствие. Главный смысл жизни для лирического героя — творить, что сопоставимо у него с бесконечной борьбой; бездействие же подобно смерти.

### «Когда твоя девушка больна»
Перед записью черновой версии «Чёрного альбома» в Латвии песня была уже готова: её написание датируется 1988 годом. Согласно одной из версий, композиция посвящена Марианне Цой. Есть и другое, более простое предположение: лидер группы «Кино» написал песню, чтобы подбодрить Юрия Каспаряна, у которого заболела подруга. Музыкальные эксперты видят определённые совпадения между композициями «Когда твоя девушка больна» и песней группы «The Smiths» под названием «Girlfriend in a Coma». Виталий Калгин назвал текст песни Цоя ироничным.

### «Муравейник»
Цой записал черновую версию этой песни на магнитофон весной 1990 года. Перед этим музыкант долгое время играл на гитаре, подбирая лучший вариант. В блокноте музыканта заготовок композиции обозначен как «Я не люблю, когда мне врут». По мнению Петровой, в произведении вновь прослеживается тема смерти. Под словом «муравейник» могут подразумеваться город и суматоха городской жизни, хотя прямой расшифровки этого образа в песне нет. Елена Шаджанова также увидела в тексте произведения образ города: такой вывод можно сделать по узнаваемым описаниям населённого пункта («и машины туда-сюда»). Муравей — фольклорный образ, символ и отражение множественности. Для описания смерти автор намеренно использует глагол со сниженной стилистической окраской — «помрёт». Этим он хочет сказать, что личность лирического героя, подобно муравью, становится незаметной и стирается в огромном пространстве.

### «Следи за собой»
Песня была записана за четыре года до выхода «Чёрного альбома», во время съёмок фильма «Асса». В песне «Следи за собой» Цой, по мнению Светланы Петровой, иронизирует по поводу рассуждений о возможных путях трагического завершения жизни. Автор намекает, что невозможно всё предусмотреть. Филолог уверена: композиция указывает на то, что творчество Виктора Цоя перешло бы на путь фольклоризации, если бы музыкант остался жив. Он не только использует в песне фольклорные элементы, но и расширяет их первоначальное значение. Поэт наполняет символы новым смыслом, убирая при этом стереотипность.
Петрова считает, что все композиции «Чёрного альбома», включая «Следи за собой», имеют цикличность. Есть намёки на новую тему — «будущее», проблематику которого Цой мог бы продолжить в своём творчестве, но из-за его гибели этого не произошло. Таким образом, название «Чёрный альбом» может противоречить изначальной задумке (которая могла быть и жизнеутверждающей). Пластинка оказалась посмертным изданием, а отсутствие дальнейшего творчества перечеркнуло изначальную тематику «будущего».

### Бонус-треки переиздания
Виталий Калгин предполагает, что песня «Сосны на морском берегу» была написана в 1988—1989 годах. В черновиках имеет укороченное название — «Сосны». Композицию планировалось включить в альбом «Звезда по имени Солнце», однако тогда группа не завершила её запись. Музыканты не успели сделать это и до конца 1990 года, поэтому песня появилась лишь в переиздании «Чёрного альбома» в 1996 году. Найденная на «черновой» кассете зарисовка под названием «Завтра война» была создана летом 1990 года. Она также вышла на переиздании 1996 и 2021 года.
В «Чёрный альбом» должна была войти и песня «Атаман», на что указывают черновые записи в блокноте Виктора Цоя. Тем не менее на итоговую версию пластинки композиция не попала. Долгое время песня «Атаман» считалась утраченной, до тех пор пока запись не была случайно обнаружена на аудиокассете из личного архива Натальи Разлоговой. Речь идёт об акустической версии песни, записанной Цоем в 1990 году. Запись была передана Георгию Гурьянову. Музыканты «Кино» создали студийную демоверсию «Атамана» в 2012 году. Спустя шесть лет композиция была официально издана музыкальным издательством «Maschina Records».

## Отзывы и критика
По мнению Артемия Троицкого, «Чёрный альбом» — лучшая пластинка группы «Кино» как по музыкальному, так и по поэтическому материалу. Журналист и автор трудов по истории русского рока Нина Барановская назвала «Чёрный альбом» одним из своих любимых, так как именно в нём Цой раскрылся по-новому. Критик отметила, что альбом получился «русским» из-за фольклорных мотивов. Эксперт допускает, что если бы не гибель Цоя, то группа могла получить совершенно иной стиль. Журналист Михаил Садчиков назвал альбом «потрясающим», а аранжировки — интересными. В этом плане «Чёрный альбом», по мнению критика, превосходит даже «Группу крови» и «Звезду по имени Солнце».
Заключительный альбом группы «Кино» подвергался критике за «попсовость». Критики считали, что Айзеншпис вёл коллектив в сторону коммерческой музыки. Впрочем, участники и сам продюсер это отрицали. «Несамостоятельность» альбома наблюдалась и в другом: помимо сходства с «Ласковым маем» критики обратили внимание и на влияние творчества группы The Smiths на звучание «Чёрного альбома». Продюсер Андрей Тропилло отмечал, что «Чёрный альбом» — «тупиковая ветка» творческого развития «Кино». По мнению Бориса Гребенщикова, на этой пластинке Цой фактически повторил самого себя образца предыдущих альбомов. Лидер группы «Аквариум» отмечал:
Его путь мне представляется как абсолютно ясная, законченная вещь. Последние три альбома он всё время говорил одно и то же. Разными словами выражался один и тот же эмоциональный знак... И не потому, что ему нечего было сказать, а потому, что это было то, что нужно сказать... И в последнем альбоме это сказано с максимальной простотой.
Тем не менее другие эксперты с мнением Тропилло и Гребенщикова не согласились. Так, Максим Пашков не считает, что песни группы «Кино» на один мотив. Рашид Нугманов и Всеволод Гаккель также не согласились с тезисом о том, что к «Чёрному альбому» Цой исписался. Игорь Тихомиров и Юрий Каспарян и вовсе уверены, что «Чёрный альбом» продемонстрировал огромный потенциал Виктора Цоя, который музыканту так и не удалось до конца реализовать.
Свою оценку «Чёрному альбому» дал и бывший участник группы «Кино» Алексей Рыбин: он не согласен, что группа «Кино» «ушла в попсу». По мнению музыканта, бас-гитарист Игорь Тихомиров подарил «Чёрному альбому» «попсовость», но «в хорошем смысле этого слова». Недостатком пластинки Рыбин посчитал её «ровность» и отсутствие «особенных изысков».
Последняя пластинка группы «Кино» была названа «Лучшим альбомом 1990 года» по результатам опроса, организованного газетой «Московский комсомолец». Читатели, однако, голосовали за «Чёрный альбом» авансом, так как к моменту начала голосования альбом официально ещё не вышел и песни пока были недоступны слушателям.

## Хронология выпуска
| Страна           | Дата           | Лейбл                                | Форматы | Каталог                   |
| ---------------- | -------------- | ------------------------------------ | ------- | ------------------------- |
| СССР             | 1990           | «Метадиджитал»                       | LP      | 13/14 1090                |
| СССР             | 1990           | «Метадиджитал»                       | LP      | нет                       |
| СССР             | 15 января 1991 | Russian Disc                         | LP      |                           |
| СССР             | 1991           | «Метадиджитал»                       | LP      |                           |
| Республика Корея | 1994           | Yedang Entertainment Company         | CD      | YDCD-148                  |
| Республика Корея | 1994           | Yedang Entertainment Company         | CS      | YDC-1074                  |
| Россия           | 1994           | General Records                      | CD      | GR-90-203                 |
| Россия           | 1994           | Moroz Records                        | CS      | MR 94063 MC               |
| Германия         | 1995           | Konzert Agentur Michael Friedmann    | CD      | Vol. 1                    |
| Литва            | 1995           | Garsų Pasaulis                       | CS      | нет                       |
| Россия           | 1996           | Moroz Records                        | CD      | MR 96099 CD               |
| Россия           | 1996           | Moroz Records                        | CS      | MR 96063 MC               |
| Россия           | 1998           | Moroz Records                        | CD      | dMR 02498 CD              |
| Россия           | 2001           | Moroz Records                        | CS      | MR 96063 MC               |
| Россия           | 2008           | Moroz Records Only Music Ltd         | CD      | dMR 02498 CD OM 09355 dCD |
| Россия           | 2012           | Moroz Records ООО «Си Ди МП3 Музыка» | CD      | dMR 02498 CD OM 09355 dCD |
| Россия           | 2012           | Moroz Records                        | LP      | MR 12022 LP               |
| Россия           | 2021           | Maschina Records                     | LP      | MKK901LP                  |
| Россия           | 2021           | Maschina Records                     | CD      | MKK901CD                  |
| Россия           | 2021           | Maschina Records                     | CS      | MKK901MC                  |
| Россия           | 2021           | Maschina Records                     | Бобина  | MKK901RT                  |

## Список композиций

### Издание Moroz Records
Слова и музыка всех песен — написаны Виктором Цоем.
| №                   | Название                    | Длительность |
| ------------------- | --------------------------- | ------------ |
| 1.                  | «Кончится лето»             | 5:56         |
| 2.                  | «Красно-жёлтые дни»         | 5:50         |
| 3.                  | «Нам с тобой»               | 4:50         |
| 4.                  | «Звезда»                    | 4:30         |
| 5.                  | «Кукушка»                   | 6:40         |
| 6.                  | «Когда твоя девушка больна» | 4:21         |
| 7.                  | «Муравейник»                | 5:18         |
| 8.                  | «Следи за собой»            | 5:00         |
| Общая длительность: | Общая длительность:         | 42:25        |

| №                   | Название                  | Длительность |
| ------------------- | ------------------------- | ------------ |
| 9.                  | «Сосны на морском берегу» | 5:17         |
| 10.                 | «Завтра война»            | 0:35         |
| Общая длительность: | Общая длительность:       | 48:17        |

### Издание Maschina Records
| №                   | Название                     | Длительность |
| ------------------- | ---------------------------- | ------------ |
| 1.                  | «Жду ответа»                 | 5:55         |
| 2.                  | «Красно-жёлтые дни»          | 5:50         |
| 3.                  | «Нам с тобой»                | 4:49         |
| 4.                  | «Волчий вой»                 | 4:30         |
| 5.                  | «Кукушка»                    | 6:39         |
| 6.                  | «Когда твоя девушка больна»  | 4:19         |
| 7.                  | «Я не люблю, когда мне врут» | 5:17         |
| 8.                  | «Следи за собой»             | 5:00         |
| Общая длительность: | Общая длительность:          | 42:16        |

## Участники записи
- Виктор Цой — вокал, гитара
- Юрий Каспарян — гитара
- Игорь Тихомиров — бас-гитара
- Георгий Гурьянов — ударные
- Юрий Айзеншпис — продюсер
- Жан Такси — сведение (Studio Val d’Orge, Париж, Франция).